# Республіканська премія імені Тараса Шевченка — лауреати 1962 року
Республіканська премія імені Тараса Шевченка за 1961 рік присуджувалась 22 лютого 1962 року на засіданні Урядового республіканського комітету по преміях імені Т. Г. Шевченка. Розмір премії — 2500 карбованців.

## Склад Урядового республіканського комітету по преміях імені Т.Г.Шевченка
На засіданні Урядового республіканського комітету по преміях імені Т. Г. Шевченка 22 лютого 1962 року були присутніми 18 членів комітету (8 були відсутні з важливих причин):
1. Корнійчук Олександр Євдокимович (голова) — письменник
2. Новиченко Леонід Миколайович (заступник голови) — літературознавець
3. Бажан Микола Платонович — поет
4. Данькевич Костянтин Федорович — композитор
5. Дерегус Михайло Гордійович — художник
6. Донець Григорій Прокопович (відповідальний секретар) — поет
7. Єльченко Юрій Никифорович — 1-й секретар ЦК ЛКСМ України
8. Івченко Віктор Іларіонович — кінорежисер
9. Кондуфор Юрій Юрійович — завідувач відділу науки і культури ЦК КПУ
10. Майборода Георгій Іларіонович — композитор
11. Малишко Андрій Самійлович — поет
12. Олійник Олексій Прокопович — скульптор
13. Ревуцький Лев Миколайович — композитор
14. Скаба Андрій Данилович — секретар ЦК Компартії України
15. Тронько Петро Тимофійович — заступник голови Ради Міністрів УРСР
16. Тичина Павло Григорович — поет
17. Ужвій Наталія Михайлівна — акторка
18. Чабаненко Іван Іванович — театральний режисер

## Список лауреатівРеспубліканської премії України імені Тараса Шевченказа 1961 рік
| Лауреат          | Номінація         | Обґрунтування                    | Голоси (За/Проти) |
| ---------------- | ----------------- | -------------------------------- | ----------------- |
| Олесь Гончар     | Література        | за роман «Людина і зброя»        | 18/0              |
| Павло Тичина     | Література        | за «Вибрані твори» в трьох томах | 18/0              |
| Платон Майборода | Музичне мистецтво | за «Вибрані пісні»               | 18/0              |